# 笑福亭瓶吾
笑福亭 瓶吾（しょうふくてい びんご、1963年11月16日 - ）は、落語家（上方噺家）。所属事務所は松竹芸能。兵庫県出身。本名は榊 祐二。

## 来歴・人物
母は山形。既婚の妹がいる。高崎経済大学卒業。1年半のサラリーマン生活を経て、1989年8月2日笑福亭鶴瓶に入門。血液型はB型。ウルトラマン・仮面ライダーなどの特撮に興味がある。キャンディーズのファンである。
以前、ガストのバイトリーダーを務めており、その当時の後輩島谷幸治が後に弟弟子となる笑福亭べ瓶である。尚、島谷は瓶吾が鶴瓶の弟子でおることは入門前、大学を辞めて入門する旨を落語家だと知らずに相談し始めて知った。
現在、落語会公演、タレント業の他に、落語家の笑福亭瓶生とポッドキャスト「瓶吾・瓶生のLive&Five」の配信をしている。